# Flash Reverso

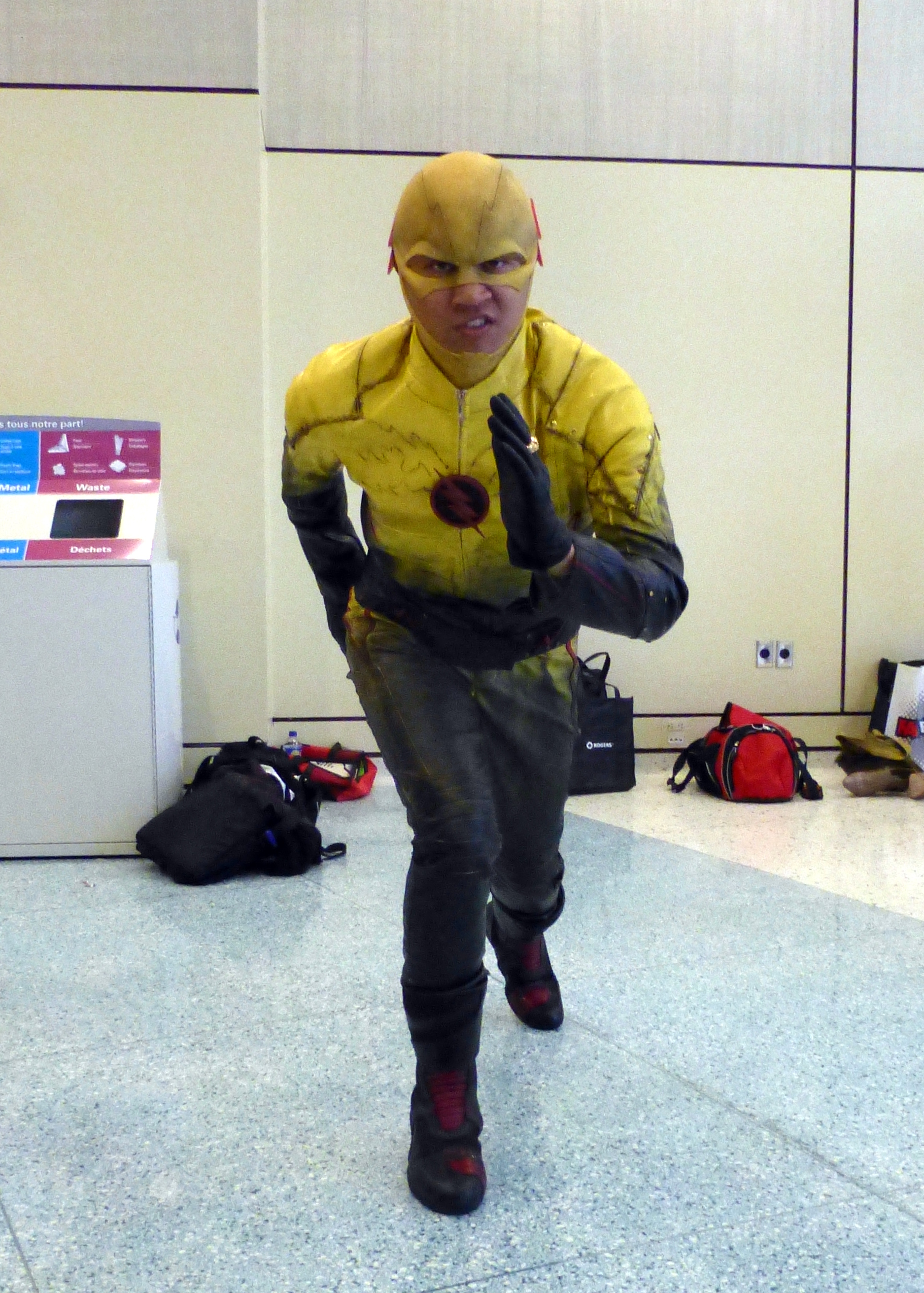
Cosplay de Reverse Flash en la Fan Expo de Toronto de 2015

Flash Reverso (o Reverse Flash) es un nombre utilizado por varios supervillanos ficticios en los cómics publicados por la editorial DC. Algunos son archienemigos de diversos héroes velocistas que han usado (o heredaron) el nombre Flash a lo largo de los años en diferentes épocas de cómics. Estos villanos tienen todas las mismas habilidades de Flash, pero sus poderes provienen de la ''Fuerza de Velocidad Negativa'', usan una versión de colores invertidos del traje de Flash, y por lo general llegan a ser un duro oponente para este héroe. El nombre ''Reverso'' los define a ellos como lo opuesto de todo lo que es Flash. El Flash Reverso más famoso es Eobard Thawne, el personaje de la Edad de Plata.

## Rival (Flash Reverso de la Edad Dorada)
El Flash Rival (El Rival) apareció por primera vez en Flash Comics N° 104 (febrero de 1949). Poco después del debut de Flash (Jay Garrick), el doctor Edward Clariss, un profesor de química en la Universidad de Keystone City, Kansas, comenzó a especular que los superpoderes de velocidad de Flash podrían estar relacionados con los productos químicos en uno de los laboratorios de la universidad. Una explosión en el laboratorio había dañado ya muchos de los suministros, pero Edward encontró una muestra de agua dura (Parte de la fórmula que había dado a Flash su velocidad) y comenzó a trabajar en una fórmula similar. A pesar de ser rechazado por la comunidad científica, finalmente descubrió una fórmula temporal de velocidad, regresó a Keystone City y contrató a criminales para formar una banda con poderes de supervelocidad y así derrotar a Flash (Jay Garrick). Se hizo llamar a sí mismo Rival, y se creó una oscura versión del traje de Flash para enfrentar al héroe. El encuentro fue breve y terminó cuando Clariss se quedó sin sus poderes al vencerse el periodo efectivo de su fórmula. Fue ahí cuando revela su identidad y termina siendo detenido.
Unos meses más tarde, su supervelocidad regresó y con ella logra escapar de la prisión. Perseguido por Flash, superó la velocidad de la luz y desapareció. En retrospectiva, parece que ha encontrado la (Fuerza de la Velocidad).
Luego de la reformación de la Sociedad de la Justicia de América en 1999, Johnny Sorrow recuperó a Clariss de la "Fuerza de la Velocidad" (que es el Valhalla de los velocistas caídos, tanto buenos como malos, y también la fuente de sus poderes) y lo invitó a unirse a la nueva Sociedad de la Injusticia. Ahora compuesto de pura energía de la velocidad, Clariss poseyó a Max Mercury. La primera aparición de Rival fue en Flash Comics #104 (febrero de 1949).

## Zoom (Flash Reverso de la Edad de Plata)
Más conocido como Professor Zoom y uno de los Flash Reversos más populares e icónicos, apareció por primera vez en 1963. Thawne es un científico que nació en el siglo XXV, mejorado genéticamente por sus padres; desde su infancia demostró ser un sociópata antisocial inescrupuloso que sentía una gran admiración por Flash (Barry Allen) a quien consideraba un alma afín. Ya como adulto, se vuelve un científico y físico experto en la Speed Force y vistiendo un viejo traje de Flash (el cual tenía restos de ADN y energía cinética de Barry Allen), Thawne se somete en secreto a un experimento de polaridad invertida que transmite el poder de Flash a su cuerpo, pero el proceso inadvertidamente altera los colores del traje, volviéndolo un negativo del original.
Más obsesionado que nunca con la posibilidad de ser amigo de Flash, Thawne usa su velocidad para activar la “Corredora Cósmica” y viajar al pasado, pero llega varios años tras la muerte de Barry Allen y ve que en los archivos del museo de Flash, él es mencionado como un villano, cosa que termina por enloquecerlo y hacerlo creer que en realidad él es el verdadero Flash, perteneciente a una realidad alterna, por lo que gestó un odio irracional hacia la figura del Flash verdadero (Barry Allen), volviéndose su peor y más temible enemigo. Después de que terminada de enloquecer Flash reverso vuelve al año 2000 en intento de matar a Barry niño, pero tuvo una pelea con Flash del futuro (Barry Allen) el Flash Reverso en su intento de borrar a Barry de la faz de la tierra y que no pudo porque flash del futuro salva a niño Barry, pero el enojo que lo consumió mata la mamá de Barry lo cual lo hace creer que sufriendo una pérdida tan grande como ver morir a su madre nunca haría que se convirtiera en Flash.

## Zoom (Flash Reverso de la Edad Moderna)
Hunter Zolomon apareció por primera vez en Flash: Secret Files & Origins N° 3, creado por Geoff Johns y Scott Kolins.
Zolomon llegó a Keystone City, contratado por el Departamento de Hostilidad Metahumana de la policía para realizar el perfil psicológico de los criminales. Su trabajo lo puso en contacto permanente con Flash (Wally West) y ambos se hicieron amigos. Su perspicacia era tan aguda que sirvió para resolver varios casos, aunque siempre resintió estar atrapado tras un escritorio.
Un día, Hunter fue herido de gravedad durante un ataque del Gorilla Grodd, quedando paralizado de la cintura hacia abajo. Luego de pedirle al Flash de Wally West que usara la Caminadora Cósmica en el Museo de Flash para viajar en el tiempo y evitar que quedara paralítico, West se negó diciendo que no podía arriesgarse a dañar la corriente temporal. Entonces Zolomon irrumpió al museo intentando utilizar la Caminadora por sí mismo, pero no funcionó provocando una explosión. La explosión resultante destruyó el museo (junto con la cordura que le quedaba) y rompió la conexión de Zolomon con el tiempo, quedando fuera del tiempo. Ahora él puede alterar el flujo del tiempo a su alrededor y manipular los espacios de tiempo de su propia línea temporal, generando el efecto de la supervelocidad.
Zolomon decidió que West no lo ayudó porque, a diferencia de Barry Allen, jamás había sufrido una tragedia personal. Por lo tanto, supuso que haciéndolo sufrir asesinando a la esposa de West (Linda Park), ayudaría a que Wally se convirtiera en un mejor héroe. En Crisis Final, Inercia le robó sus poderes aunque fue derrotado instantáneamente. Debido a esto, la Corriente Temporal se convirtió en flujo de materia libre hasta que Jay Garrick consigue que la Speedforce la absorba.

## Daniel West (Flash Reverso de los Nuevos 52)
A Raíz de un relanzamiento de los personajes del Universo DC de la editorial DC Comics, y para llegar a las nuevas generaciones de lectores, en el número #23 del 4.º volumen de la serie regular The Flash del Mes de agosto de 2013 se presentó a un nuevo Flash Reverso, que responde a un familiar de Iris West (antiguamente novia de Barry en cómics anteriores a los New 52), para ser más específicos su hermano, llamado Daniel West (al principio los fanes lo confundieron con Wally West como presumible Flash Reverso hasta la confirmación oficial) que era otro personaje al ya conocido Flash pre 52.

## Otros supervillanos velocistas

### Inercia
Thaddeus Thawne (Kid Zoom o Inercia) es un clon de Bart Allen/Impulso es puesto en suspensión animada por Flash (Wally West). Es sacado de ese estado por Zoom, quien lo une a la Corriente Temporal y le enseña a usar sus nuevos poderes, pero los Rogues aparecen y complican las cosas; luego apareció Libra amenazando con matar al hijo de Weather Wizard, por lo que Inercia mató al bebé y absorbió por completo todos los poderes de Zoom, volviéndolo a dejar inválido. Fue derrotado instantáneamente por los Rogues y por El Flautista, quedando posiblemente muerto.

## Apariciones en otros medios
El Flash Reverso apareció en la adaptación fílmica "The Flash".También hizo su aparición en la más nueva película animada Liga de la Justicia: La Paradoja del Tiempo (2013) y en el episodio de la Liga de la Justicia Ilimitada titulado “Divididos, caeremos”, Brainiac crea robots duplicados de los opuestos de la Liga, los Amos de la Justicia, y Flash debe enfrentarse a un duplicado que lleva el traje amarillo y rojo del Flash-Reverso.
En la serie de televisión de los años 90, en el episodio “Hecho con espejos”, Barry Allen usa por un tiempo el nombre falso de Profesor Zoom mientras investiga al Amo de los Espejos. En el episodio “Rayos gemelos”, un científico crea un clon de Barry al que llama Pollux; el mismo no tiene relación directa con los Flash Reversos de los cómics.
En la serie de TV "The Flash" de 2014 de The CW, aparecen 3 versiones del Flash Reverso:
- En la Primera temporada aparece el Profesor Zoom aunque aquí es únicamente nombrado como Flash Reverso (en un principio El Hombre de Amarillo) o conocido en la serie de televisión como Eobard Thawne interpretado por Tom Cavanagh (Disfrazado como Harrison Wells) y Matt Letscher (Apariencia Original), es el antagonista de la Primera Temporada de la serie, y el antagonista principal de la Segunda temporada de Legends of Tomorrow como el líder de la Legión del Mal, en busca de Lanza del Destino.

- En la Segunda temporada aparece Zoom, en esta versión es un asesino en serie de Tierra-2 conocido también como el ''Demonio de la Velocidad'' y el antagonista principal de la temporada, llamado Hunter Zolomon, interpretado por Teddy Sears con Tony Todd como la voz disfrazada. Al final de la temporada es transformado en Black Flash, un ejecutor y sirviente no-muerto de la Fuerza de la Velocidad, regresa brevemente en la Tercera temporada de la serie y aparece con frecuencia en la Segunda temporada de Legends of Tomorrow enviado para atrapar y matar a Eobard Thawne.

- En la Tercera temporada aparece El Rival interpretado por Todd Lasance. A diferencia de su contraparte en los cómics, el personaje es un velocista criminal y el archienemigo de Wally West/Kid Flash en la línea de tiempo Flashpoint, quien bajo circunstancias desconocidas logró el acceso a la Fuerza de Velocidad otorgándole su velocidad, y no tiene nada que ver con Jay Garrick.